# Grotesk (film)
|  | Denne artikel er oprettet af botten Steenthbot ud fra en ekstern database. Den kan derfor have sproglige fejl eller mangler. Denne skabelon kan fjernes efter kontrol af indholdet. |

 For alternative betydninger, se Grotesk. (Se også artikler, som begynder med Grotesk)
Grotesk er en dansk spillefilm fra 2015 instrueret af Peter J. Bonneman.

## Handling
Efter en hemmelig månemission styrter en amerikansk rumfærge ned i Øresund. Om bord er en ukendt og stærkt radioaktiv form for slim, udgravet fra månens bagside. Da slimen siver ud i Øresund, skabes et ustoppeligt muteret monster, der spreder et inferno af død og ødelæggelse i vores idylliske sommerland.

## Medvirkende
- Heine Sørensen, Frank
- Jørgen Gjerstrup, John
- Mai Ulrikka Sydendal, Malerpige
- Jack Jensen, Astronaut
- Justin Metzger, Journalist
- Mai Edelgaard, Stuepige
- Rune Jacobsen, Strandfyr
- Kim Kofod, Swat Team-leder
- Rune Dybdahl, Professor Spinkel
- Frederik Tolstrup, Sleaze Poet
- Natasha Joubert, Strandpige